# 正岔街道
正岔街道，是中华人民共和国吉林省白山市江源区下辖的一个乡镇级行政单位。

## 行政区划
正岔街道下辖以下地区：
正岔社区、东升社区、红旗社区、城华村、新开村、立新村和森工村。